# Amontillado
O amontillado é um vinho generoso próprio do Marco de Xerez e de Montilla-Moriles, na Andaluzia, na Espanha. Por suas características enológicas, se situa entre o fino e o oloroso.

## Características
O amontillado é caracterizado por ter aromas de nozes, tabaco, ervas aromáticas e de carvalho, muitas vezes etéreos e refinados. A fusão de dois diferentes processos de envelhecimento torna os vinhos amontillado extraordinariamente complexos e intrigantes. Durante os primeiros anos de sua produção, o vinho apresenta uma camada superficial de microrganismos, própria do fino e do manzanilla, porém, em um dado momento, o teor alcoólico é elevado pelo produtor até dezoito ou vinte graus, o que mata a camada de microrganismos e oxida o vinho, escurecendo-o.  
Os vinhos amontillados apresentam elevada graduação alcoólica, entre dezesseis e 22 graus. Eles procedem principalmente da denominação de origem Montilla-Moriles e, em menor grau, das denominações de origem Jerez e condado de Huelva. 
Quanto ao consumo, é um vinho vigoroso, próprio para acompanhar carnes, tira-gostos, queijos fortes ou, na sobremesa, charutos. 

## Nome
Seu nome é proveniente da região vitivinícola de Montilla, porque essa classe de vinho é feita ali desde o século XVIII. Ainda que seja engarrafado sob o nome castelhano amontillado, no Marco de Xerez só é nomeado pelo termo andaluz amontillao.

## Literatura
O escritor Edgar Allan Poe tornou o amontillado famoso com seu conto "O barril de amontillado" (1846).